# کسنیا لیکینا
 کسنیا لیکینا (انگلیسی: Ksenia Lykina؛ زادهٔ ۱۹ ژوئن ۱۹۹۰) یک تنیس‌باز اهل روسیه است.